# Nhà và xưởng làm việc của kiến trúc sư Luis Barragán
Nhà và xưởng làm việc của kiến trúc sư Luis Barragán còn được gọi chung là Casa Luis Barragán, là nơi kiến trúc sư Luis Barragán đã từng sinh sống và làm việc tại thành phố Mexico. Nó thuộc sở hữu của Tổ chức Arquitectura Tapatía và Chính phủ bang Jalisco. Ngày nay, đây là một bảo tàng trưng bày tác phẩm của Barragán, đồng thời cũng được rất nhiều các kiến trúc sư tới đây để học hỏi. Đại học Arkansas sử dụng là nơi tổ chức chương trình kiến trúc mùa hè cho các kiến trúc sư trẻ. Casa Luis Barragán đã được UNESCO đưa vào danh sách di sản thế giới vào năm 2004 vì nó là một trong những ví dụ về một kiến trúc đương đại có ảnh hưởng nhất ở Mexico.
Nằm ở phía tây của thành phố Mexico, nhà xưởng này được xây dựng vào năm 1948 sau khi kết thúc chiến tranh thế giới thứ hai. Nó phản ánh phong cách thiết kế của Barragán trong giai đoạn này và là nơi ông sống cho đến khi qua đời vào năm 1988. 

## Lịch sử
Khu vực của ngôi nhà ban đầu nằm bên ngoài thị trấn lịch sử Tacubaya. Mảnh đất được Barragán mua vào năm 1939 như là một phần của sự phát triển khi sự nghiệp được thể hiện qua kiến trúc xây dựng. Ông đã bán phần còn lại của mảnh đất và chỉ giữ lại khu vực nhà xưởng được xây dựng. Barragán sống trong ngồi nhà có từ trước từ năm 1943-1947. Sau đó gôi nhà được thiết kế và xây dựng lại vào năm 1947 cho Luz Escandon de R. Valenzuela. Nhưng vào năm 1948, Barragán quyết định xây dựng nó cho chính mình, mặc dù vào thời điểm đó, ông đã gần hoàn thành dự án khu dân cư cao cấp khu phố Jardines del Pedregal ở phía nam của thành phố. Barragán sống ở đó cho đến khi ông qua đời vào năm 1988, và trong thời gian này nhà đã trải qua nhiều thay đổi, ngôi nhà hoạt động như một phòng thí nghiệm cho những ý tưởng sáng tạo của ông.
Năm 1993, chính phủ của bang Jalisco và tổ chức Arquitectura Tapatía Luis Barragán mua lại ngôi nhà, biến nó thành một bảo tàng nghệ thuật vào năm 1994. Năm 2004, nó được công nhận là một di sản thế giới của UNESCO, đây là dinh cơ riêng duy nhất tại châu Mỹ Latinh được công nhận như vậy. Nó đại diện cho kiến trúc thế kỷ 20, được tích hợp yếu tố truyền thống địa phương và các khuynh hướng triết học, nghệ thuật giữa thế kỷ 20. Nó cũng đã được công nhận là một trong mười ngôi nhà quan trọng nhất được xây dựng vào thế kỷ 20 và là chủ đề của nhiều ấn phẩm khác nhau, bao gồm cả cuốn sách "La casa de Luis Barragán," được viết bởi ba chuyên gia nghiên cứu về kiến trúc Barragán. Mặc dù có tầm quan trọng như vậy nhưng ngôi nhà lại ít được ít biết đến về du lịch trong thành phố Mexico, mà nơi chỉ là địa điểm thường đến của các kiến trúc sư và người hâm mộ nghệ thuật trên thế giới.